# Теанін
Теанін, також відомий як γ-L-глутамілетиламід і N5-етил-L-глутамін, є амінокислотним аналогом протеїногенних амінокислот L-глутамату та L-глутаміну і міститься переважно в окремих видах рослин і грибів. Він був виявлений як складова зеленого чаю в 1949 році; в 1950 році був виділений з листя ґьокуро. Він становить близько 1-2% сухої маси листя зеленого чаю. Теанін надає настоям зеленого чаю унікальний бульйонний або пряний (умамі) смак.
Назва теанін без префікса зазвичай означає енантіомер, L-теанін, який міститься в чайному листі та є інгредієнтом харчових (дієтичних) добавок. Більшість досліджень використовували L-теанін. Протилежний енантіомер, D-теанін, вивчений менше.
Теанін продається як харчова добавка і вважається безпечним у дозах до 250 міліграмів (мг) Управлінням з контролю за продуктами й ліками США. Європейське агентство з безпеки харчових продуктів виявило недостатньо доказів причинно-наслідкового зв’язку між споживанням теаніну та покращенням когнітивних функцій, полегшенням психологічного стресу, підтриманням нормального сну або зменшенням менструального дискомфорту.

## Будова і властивості
Хімічна назва N5-етил-L-глутамін та деякі інші синоніми теаніну відображають його хімічну структуру. Назва теанін без префікса, як правило, означає L- (S-) енантіомер, отриманий із спорідненої протеіногенної L-амінокислоти, глутамінової кислоти. Теанін є аналогом цієї амінокислоти, та її основним амідом, L-глутаміном (теж протеіногенна амінокислота). Теанін є похідним глутаміну, який єтилований за амідним азотом (звідси назва N5-етил-L-глутамін), або ж, до аміду, утвореного з етиламіну та L-глутамінової кислоти за його гамма () групою бічного ланцюга карбонової кислоти (звідси назва гамма-L-глутамілетиламід).
По відношенню до теаніну, протилежний (D-, R-) енантіомер здебільшого відсутній у літературі, за винятком непрямих згадуваннь. У той час як природні екстракти, які не піддавалися суворій обробці, вважаються такими, що містять лише біосинтетичну L-енантіомерну форму, неправильно оброблені ізоляти та рацемічні хімічні препарати теанінів обов’язково містять як теанін, так і його D-енантіомер (і з рацемічного синтезу в рівних пропорціях), а дослідження припустили, що D-ізомер може фактично переважати в деяких комерційних добавках. Рацемізація амінокислот у водному середовищі є добре встановленим хімічним процесом, якому сприяють підвищена температура та не нейтральні значення pH; Повідомлялося, що тривале нагрівання екстрактів камелії — можливе для надмірно заварених чаїв і в нерозкритих комерційних процесах приготування — призводить до посилення рацемізації теаніну з утворенням більших пропорцій неприродного D-теаніну, аж до рівних пропорцій кожного енантіомеру.

## Відкриття та поширення
Теанін міститься переважно в рослинах і грибах. Він був виявлений як складова чаю Camellia sinensis у 1949 році, а в 1950 році лабораторія в Кіото успішно виділила його з листя ґьокуро, яке має високий вміст теаніну. Теанін значною мірою присутній у чорному, зеленому та білому чаї з Camellia sinensis у кількості приблизно 1% від сухої ваги. Навмисне затінення чайних рослин від прямих сонячних променів, як це робиться для зеленого чаю матча та ґьокуро, збільшує вміст L-теаніну. L-енантіомер є формою теаніну, що міститься в свіжоприготованих чаях і деяких харчових добавках.

## Травлення та обмін речовин
Будучи структурним аналогом глутамату та глутаміну, теанін у препаратах (чаї, чисті добавки тощо) всмоктується в тонкому кишечнику після перорального прийому; його гідроліз до L -глутамату та етиламіну відбувається як у кишечнику, так і в печінці, тому теанін може вважатися донором, який постачає глутамат в організм. Глутамат може метаболізуватися до глутаміну в астроцитах, цей процес каталізується глутамінсинтетазою, а також може бути декарбоксильований до ГАМК глутамат декарбоксилазою, таким чином теанін може забезпечувати пули нейромедіаторів амінокислот. Він також може долати гематоенцефалічний бар’єр у незмінному вигляді та безпосередньо реєструвати фармакологічні ефекти.

## Фармакологія

### В пробірці (In vitro)
Теанін структурно подібний до збуджуючого нейромедіатора глутамату і, відповідно, зв’язується з рецепторами глутамату in vitro, хоча в порівнянні з ним значно нижча спорідненість. Зокрема, він зв’язується з іонотропними рецепторами глутамату в мікромолярному діапазоні, включаючи рецептори АМРА та каїнату та, меншою мірою, рецептор NMDA. Він діє як антагоніст перших двох сайтів і частковий коагоніст рецепторів NMDA. In vitro теанін також зв’язується з mGluR групи I. Крім того, він пригнічує транспортери глутаміну та глутамату, і таким чином блокує зворотне захоплення глутаміну та глутамату.
Теанін може викликати смак умамі, що потенційно пов’язано зі зв’язуванням із гетеродимером T1R1 + T1R3 або рецептором смаку умамі та їх активацією.

### В природних умовах (In vivo)
У лабораторних дослідженнях теанін підвищує рівні серотоніну, дофаміну та гліцину в різних областях мозку, а також рівні BDNF і NGF в певних областях мозку.

## Регуляторний статус
Регуляторний статус теаніну залежить від країни. У Японії L-теанін схвалено для використання в усіх харчових продуктах, з деякими обмеженнями у випадку дитячого харчування. У Сполучених Штатах FDA вважає його GRAS (безпечним) і дозволяє використовувати його як інгредієнт у дієтичних, харчових добавках або харчових продуктах до максимальної кількості 250 мг на порцію.
Німецький федеральний інститут оцінки ризиків, агентство (підрозділ) Федерального міністерства продовольства та сільського господарства, проти додавання L-теаніну до напоїв. У 2003 році Німецький федеральний інститут оцінки ризиків (Bundesinstitut für Risikobewertung, BfR) виступив проти додавання ізольованого теаніну до напоїв. Інститут заявив, що кількість теаніну, що споживається тими, хто постійно п’є чай або каву, визначити практично неможливо.
Хоча було підраховано, що кількість зеленого чаю, яку споживає середньостатистичний японець, який п’є чай на день, містить близько 20 мг речовини, немає досліджень, які б вимірювали кількість теаніну, який екстрагується типовими методами приготування, або відсоток, втрачений при викиданні першого вливання. Таким чином, японці піддаються, можливо, набагато менше ніж 20 мг на день, а європейці, ймовірно, навіть ще менше, на думку BfR, фармакологічні реакції на напої, які зазвичай містять 50 мг теаніну на 500 мілілітрів не можна виключити — такі реакції, як порушення психомоторних навичок і посилення седативного ефекту алкоголю та снодійних засобів.
13 листопада 2023 року інспекція Управління безпеки харчових продуктів, ветеринарії та захисту рослин Республіки Словенія заборонила продаж енергетичних напоїв Prime у Словенії, оскільки вони містять L-теанін, який заборонено використовувати в безалкогольних напоях.

## Дослідження використання добавок
У систематичному огляді 2020 року зроблено висновок, що додавання L-теаніну між 200 і 400 мг на день може допомогти зменшити стрес і тривогу у людей з гострим стресом, але було недостатньо доказів щодо лікування хронічного стресу.
Добавки теаніну продаються з різними твердженнями про те, що вони покращують когнітивні функції, зменшують стрес, покращують якість сну та полегшують менструальні болі. Оцінюючи ці заяви в 2011 році, Європейське агентство з безпеки харчових продуктів оцінило, що вони не підтверджені доказами.

## Дивись також
- гамма-Глутамілметиламід
- Зелений чай